# Poštovní a telegrafní úřad v Piešťanech
Poštovní a telegrafní úřad je budova v Piešťanech na Kukučínově ulici č. 15. Jejím autorem je Emil Belluš. V roce 1928 byla projektována a v letech 1929 – 1931 realizována.
Dílo Emila Belluše, které postavil v letech 1929–1931 na křižovatce ulic Poštovní a Kukučínova v Piešťanech. Umístil ho na nároží, které mělo tvar oblouku. Vstup a dvě poštovní haly umístil do středu tohoto oblouku. Správné zvládnutí funkce a převaha racionálního myšlení jsou patrné i na kresebném vyjádření architektonické myšlenky autora. Byly vypracovány dva axonometrické pohledy na část přízemní a patrovou hlavní poštovního provozu. Autor nimi nechtěl dokumentovat výtvarné působení, ale chtěl poukázat na čistotu, jasnost, bezkolíznost, na určité pohodlí poštovní služby.

## Dispozice
Velmi důsledně vyřešil dispoziční vztahy. Expedice a přísun jsou řešeny ze dvora, tak jsou velmi dobře navázané na provoz a vybavení poštovního úřadu.
Budova je dvoupodlažní. Na prvním nadzemním podlaží je situována balíková služba. Na druhém podlaží jsou situovány ostatní služby. Zvláštní je umístění schodiště. Je vzadu, přičemž obslužné prostory jsou u přední fasády. Dispoziční řešení je však vyřešeno tak důmyslně, že návštěvník nemá problém zorientovat se ve vnitřním prostoru pošty.

## Interiér
Byl zachován i původní mobiliář, který také navrhl Emil Belluš.

## Fasáda
Fasáda je strohá, funkcionalistická. Má travertinem obložený sokl a okenní ostění. Střecha je sedlová, s malým sklonem. Na stavbě je použit i železobeton. V devadesátých letech byly okenní rámy nahrazeny novými, obnovena byla i jejich původní červená barva a mírně bylo změněno i členění oken. Ale prostorový dojem z obloukového uspořádání byl zachován.

## Adaptace prostor pošty
Jelikož byl technický stav prvků stavby ve špatném stavu, začala se realizovat adaptace prostorů pošty. Problémem byla zatékající střecha a vlhký suterén. I okna byly ve velmi špatném stavu a nedaly se utěsnit. Změnily se i dispoziční vztahy. Např. prostory skladů uhlí již neplnily svou původní funkci. Bylo třeba upravit také provoz pohybu zásilek, uzavřít přihrádky, které byly dříve otevřeny. Nutné bylo vytvořit počítačové středisko, pohotovostní ubytování, jednací místnosti, bytové jednotky. Pro imobilní občany také bezbariérový vstup do budovy. Principy budovy byly maximálně zachovány. Autor adaptace se snažil udělat ji zodpovědně. Navštívil několik Bellušových staveb, studoval jeho architekturu. Analyzoval principy, podle kterých Belluš tvořil. Začal hledat řešení, které by respektovalo hodnoty objektu. Byly vytvořeny rampy, přístup zásilek. Do nevyužitého podkroví se dostaly klubové místnosti i ubytování. Kritickým momentem byla výměna oken. Byly nahrazeny novými, ale se zachovanými proporcemi původních oken. Autor měl obavy, jaké postupy bude požadovat investor. Ukázalo se však, že spolupráce byla dobrá. Prostorový dojem, který je charakteristický pro budovu zůstal zachován.